# 東良信
東 良信（ひがし よしのぶ、1948年〈昭和23年〉4月16日 - ）は、日本の官僚。元内閣府審議官。駐ルーマニア大使。
長崎県諫早市出身。

## 略歴
- 長崎県立長崎南高等学校卒業
- 1974年（昭和49年） 東京大学法学部卒業、総理府入府
- 内閣総理大臣官房人事課特別職・企画職員担当課長補佐
- 1988年（昭和63年）10月1日 総務庁統計センター管理部管理課長
- 1991年（平成3年）5月1日 人事局併任
- 1991年（平成3年）5月15日 総務庁人事局付
- 1991年（平成3年）7月1日 外務省在ジュネーヴ国際機関日本政府代表部参事官
- 1994年（平成6年）8月4日 内閣官房内閣外政審議室内閣審議官併任内閣総理大臣官房参事官
- 1997年（平成9年）7月15日 総理府迎賓館次長
- 1998年（平成10年）7月1日 沖縄開発庁総務局総務課長
- 2001年（平成13年）1月6日 経済産業省大臣官房審議官（中小企業庁担当）
- 2003年（平成15年）7月15日 内閣府沖縄振興局長
- 2005年（平成17年）9月6日 内閣府政策統括官（沖縄政策担当）
- 2007年（平成19年）1月9日 内閣府審議官（沖縄及び北方対策担当） 兼 北方対策本部北方対策副本部長
- 2008年（平成20年）7月1日 退官
- 2008年（平成20年）7月29日 特命全権大使（在ルーマニア）
- 2019年（令和元年）5月21日、瑞宝重光章受章[1]。

## 著書
- 『新現代婦人の意識――「国連婦人の十年」における変化』（田中キミ子と共著）（ぎょうせい、1985年）